# Arabella Diana Cope
Arabella Diana Cope (1769 — 1 de agosto de 1829) foi uma nobre britânica. Ela foi duquesa de Dorset pelo seu primeiro casamento com John Sackville, 3.° Duque de Dorset, e posteriormente, condessa de Whitworth pelo seu segundo casamento com Charles Whitworth, 1.° Conde de Whitworth.

## Família
Arabella Diana foi a segunda filha de Sir Charles Cope, 2.° baronete Cope de Brewern e de Catherine Bishopp. Seus avós paternos eram Jonathan Cope, e sua primeira esposa, Arabella Howard. Seus avós maternos eram Sir Cecil Bishopp, 6.° baronete Bishopp de Parham e Anne Boscawen.
Ela teve uma irmã mais velha, Catherine Cope, condessa de Aboyne como esposa de George Gordon, 9.° marquês de Huntly.
Por parte do segundo casamento de sua mãe, Catherine, com Charles Jenkinson, 1.° conde de Liverpool, ela teve dois meio-irmãos: Charlotte Jerkinson, esposa de James Walter Grimston, 1.° conde de Verulam e Charles Cecil Cope Jenkinson, 3.° conde de Liverpool, marido de Julia Evelyn Medley Shuckburgh-Evelyn.

## Biografia

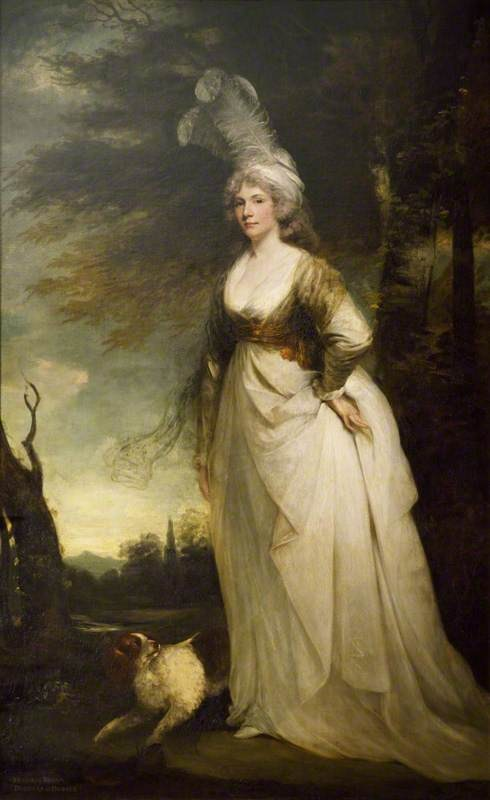
A duquesa em 1790 por John Hoppner.

Aos 20 ou 21 anos de idade, ela casou-se com o duque John Sackville, de 44 anos, em 4 de janeiro de 1790. Ele era filho do lorde John Philip Sackville e de Frances Leveson-Gower.
O casal teve três filhos, duas meninas e um menino. Ele faleceu em 19 de julho de 1799, aos 54 anos.
Menos de dois anos depois, Arabella casou-se com o o futuro conde Charles Whitworth, em 7 de abril de 1801. Charles era filho de Sir Charles Whitworth, um membro do Parlamento e de Martha Shelley.
Ela tornou-se condessa de Whitworth em 25 de novembro de 1815, com a ascensão do marido. 
Charles morreu em 13 de maio de 1825, aos 72 anos de idade. Ela faleceu alguns meses depois em 1 de agosto de 1829, com cerca de 60 anos, e foi enterrada no Cemitério da Igreja de São Miguel e Todos os Santos, em Withyham, em East Sussex. 

## Descendência
De seu primeiro casamento:
- Mary Sackville (30 de julho de 1792 - 20 de julho de 1864), foi condessa de Plymouth como esposa de Other Archer Windsor, 6.° Conde de Plymouth. Após sua morte, tornou-se condessa Amherst de Arracan como esposa de William Amherst, 1.º Conde de Amherst,  governador-geral da Índia britânica. Sem descendência;
- George John Frederick Sackville, 4.° Duque de Dorset (15 de novembro de 1793 - 14 de fevereiro de 1815), não se casou e nem teve filhos;
- Elizabeth Sackville-West, Baronesa Buckhurst de Buckhurst (11 de agosto de 1795 - 9 de janeiro de 1870), foi condessa de La Warr como esposa de George Sackville-West, 5.° Conde de La Warr, com quem teve nove filhos.